# Ajka
Ajka es una ciudad (ciudad en húngaro: "város") en el condado de Veszprém, en Hungría. Se encuentra en los montes Bakony y tiene una población de casi 30.000 habitantes, según el censo de 2009.

## Vertido tóxico
El 4 de octubre de 2010, Hungría declaró el estado de emergencia tras un escape de lodo tóxico procedente de una fábrica de aluminio situada en Ajka que mató al menos a siete personas, hirió a otras 120 e inundó 400 casas en los pueblos vecinos de Kolontár y Devecser. Se estima que el vertido descargó entre 600.000 y 700.000 metros cúbicos de lodo (el volumen equivalente al de 440 piscinas olímpicas), contaminando un área de unos 40 kilómetros cuadrados.

## Ciudades hermanadas
Ajka está hermanada con:
- Cristuru Secuiesc, Rumanía
- Rovaniemi, Finlandia
- Unna, Alemania[5]
- Weiz, Austria